# Marie Széchyová
Marie Széchyová z Rimavské Seči (maďarsky Rimaszécsi Széchy Mária, 1610, Vámosbalog/Veľký Blh – 18. července 1679, Kysek) byla uherská šlechtična z rodu Széchyů, také známá jako „Muránská Venuše“.

## Život
Narodila se jako dcera Jiřího Széchyho († 1625) a jeho manželky Marie Drugethové z Homonny († 1643). Jejími prarodiči z otcovy strany byli Tomáš Széchy († 1618) a Barbora rozená Perényiová a prarodiči z matčiny strany byli zemský soudce Jiří Drugeth z Homonny (1583 – 1620) a jeho manželka Kateřina Nádasdyová z Nádasdu a Fogarasföldu. Její praprarodiče z matčiny strany byli baron František I. Nádasdy z Nádasdu a Fogarasföldu (1555 – 1604), župan Vašské župy, hlavní kapitán Dunajského kraje, a nechvalně slavná Alžběta Báthoryová (1560 – 1614). Její strýc z otcovy strany hrabě Dionýs Széchy z Rimavské Seči, komorník, hlavní kapitán Rábu, který 28. srpna 1645 od krále Ferdinanda II. získal titul uherského hraběte.
Marie Széchyová byla kontroverzní postavou pro své nevázané mravy, které v té době byly pro dámu velmi neobvyklé až výstřední, včetně odívání do pánských šatů, jízdy na koni mužským způsobem. Mnozí lidé poukazovali na její mravní prohřešky a přijímali ji s averzí, která přerostla až v nenávist.

### Manželství
Marie Széchyová byla třikrát vdaná. Poprvé se provdala v roce 1627 coby sedmnáctiletá za Štěpána Bethlena mladšího kapitána ve Varadíně, který však po necelých pěti letech v roce 1632 zemřel. Ve 30. letech 17. století odkázala svým třem dcerám Evě, Kateřině a Marii muráňský zámek v Horních Uhrách.
Ovdovělá Marie Széchyová se podruhé provdala za Štěpána Kúna z Rozsálye, satmárského župana, s nímž se v roce 1637 bouřlivě rozvedla. Tento rozvod poutal velkou pozornost, Marie však nedbala na konvence.
Jejím posledním manželem se v roce 1644 stal František Wesselényi, vrchní hejtman Fiľakova, pozdější palatin. Ten by jedním z vůdců spiknutí proti panovníkovi, zemřel však před odhalením činnosti skupiny. Několik dalších účastníků hnutí bylo popraveno a po jistou dobu byla vězněna také Marie Széchyová.

## Prameny
- Házassághalmozók. Előkelő nők házasságai a kora újkori Magyarországon, rubicon.hu
- „Nem sűlyed az emberiség!”… Album amicorum Szörényi László LX. születésnapjára, iti.mta.hu
- Acsády Ignác: Széchy Mária 1610-1679, mek.oszk.hu
- Magyar történeti életrajzok – Acsády Ignácz: Széchy Mária (1610-1679) – A Magyar Történelmi Társulat kiadása, Budapest, 1885
- A Pallas nagy lexikona: Murány vára
- A Pallas nagy lexikona: (A) Széchy(-család története)